# 120405 Svyatylivka
120405 Svyatylivka este un asteroid din centura principală de asteroizi.

## Descriere
120405 Svyatylivka este un asteroid din centura principală de asteroizi. A fost descoperit pe 24 septembrie 2005 la Andrușivka de Oleg Gerashchenko și Y. Ivashchenko. Asteroidul prezintă o orbită caracterizată de o semiaxă mare de 2,81 ua, o excentricitate de 0,15 și o înclinație de 7,5° în raport cu ecliptica.